# Chavigny (Meurthe i Mozela)

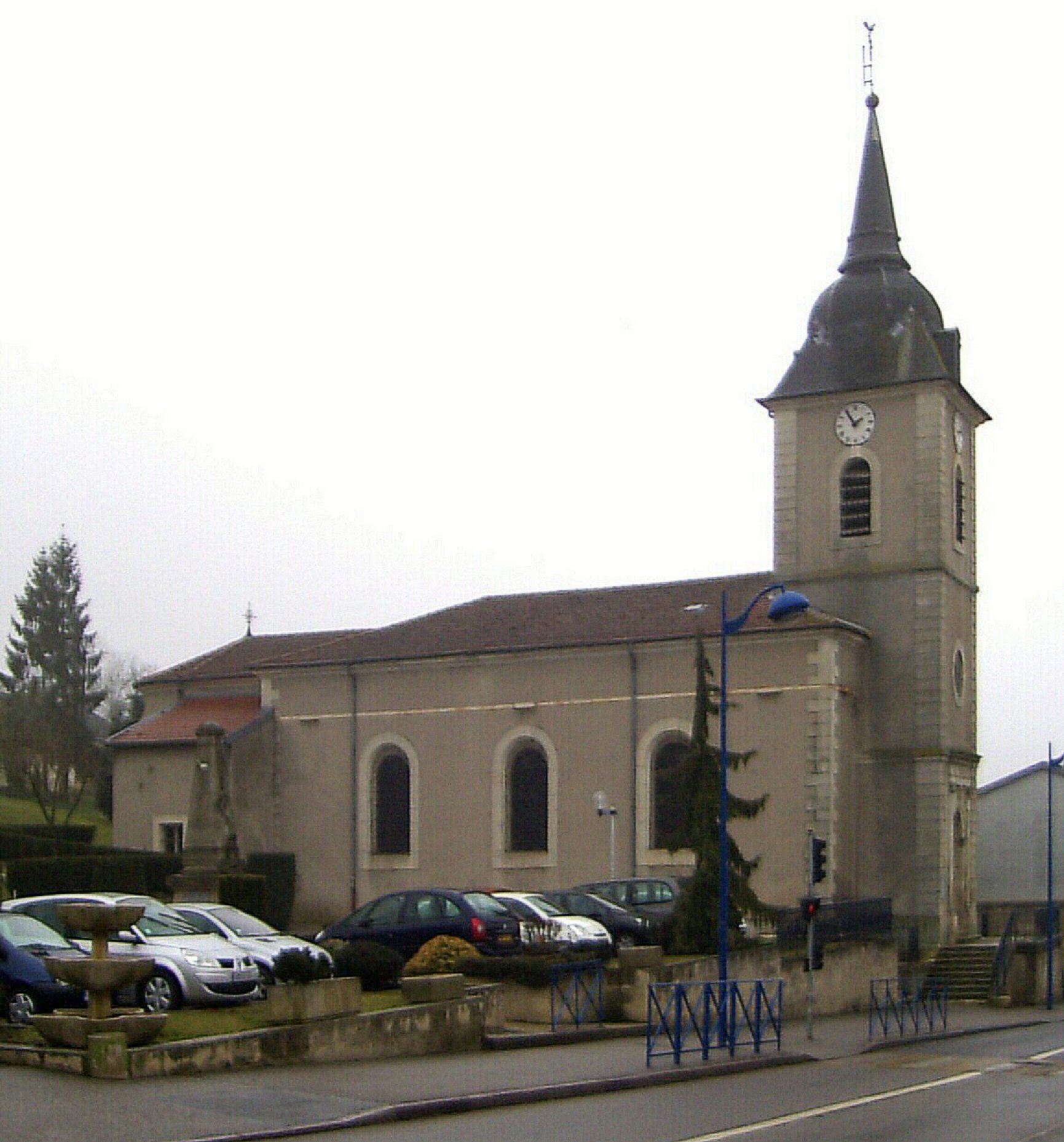
Kościół św. Błażeja (2009)

Chavigny – miejscowość i gmina we Francji, w regionie Grand Est, w departamencie Meurthe i Mozela.
Według danych na rok 1990 gminę zamieszkiwały 1472 osoby, a gęstość zaludnienia wynosiła 220 osób/km² (wśród 2335 gmin Lotaryngii Chavigny plasuje się na 276. miejscu pod względem liczby ludności, natomiast pod względem powierzchni na miejscu 860.).

## Populacja

Populacja Chavigny w latach 1962–2008